# Les Orteils au soleil

Les Orteils au soleil est le premier album du chanteur français Georges Moustaki, sorti sur le label Ducretet Thomson en mars 1961 (33 tours 25 cm réf. 260 V 117). Il a été réédité à l'identique en CD en février 2013 chez RDM, avec la même photo de couverture.

## Titres de l'album
| No | Titre                         | Durée |
| -- | ----------------------------- | ----- |
| 1. | Les Orteils au soleil         | 3:07  |
| 2. | Les Musiciens                 | 2:22  |
| 3. | Près de chez moi              | 2:10  |
| 4. | Eden blues                    | .:..  |
| 5. | Le Jugement dernier           | 2:10  |
| 6. | De Shanghai à Bangkok         | .:..  |
| 7. | Ce n'est pas la première fois | 2:10  |
| 8. | J'attends le jour             | .:..  |